# Eugenio de Blaas
Eugenio de Blaas, noto anche come Eugen von Blaas o Eugene de Blaas (Albano Laziale, 24 luglio 1843 – Venezia, 10 febbraio 1931), fu un pittore italo-austriaco del XIX e XX secolo.

## Biografia

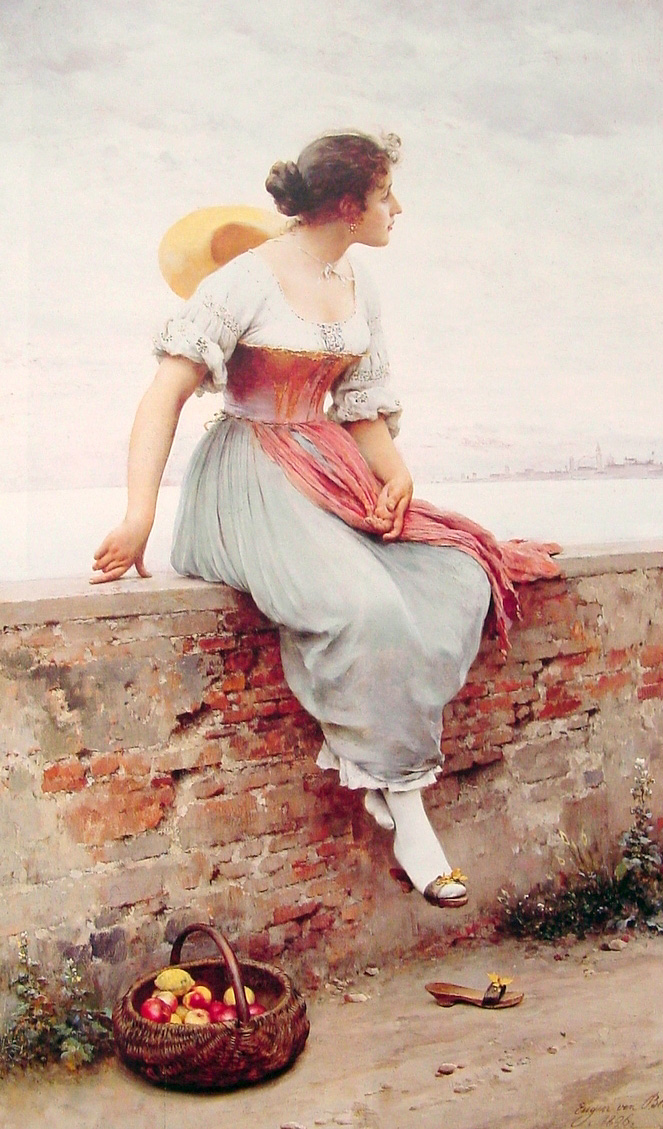
Momento pensieroso.

Eugenio nacque a Albano, vicino a Roma, da padre austriaco (Karl von Blaas) e madre italiana (Agnesina Ajuda). Suo padre Karl era un pittore nazareno, che nel 1856 si trasferì con la famiglia a Venezia, diventando professore presso l'Accademia di Venezia. Studiò all'Accademia di Roma e all'Accademia di Venezia, allievo del padre Karl, dove subito si notarono i suoi progressi, nel 1860 vinse il premio Selvatico e già espose nelle sale dell'Accademia.
La sua prima opera di un certo rilievo è datata 1863, una pala d'altare per la parrocchiale di San Valentino di Merano (oggi nella Domus Mercatoruma di Bolzano). Negli anni si susseguirono varie opere per lo più sul tema di paesaggi veneziani, raffiguranti la vita dei pescatori, gondolieri e bellezze veneziane. Fu anche ritrattista di nobili romani e veneziani: tra le opere più celebri spicca il ritratto dell'uomo Philip Richard Morris e della duchessa Ersilia Canevaro. 

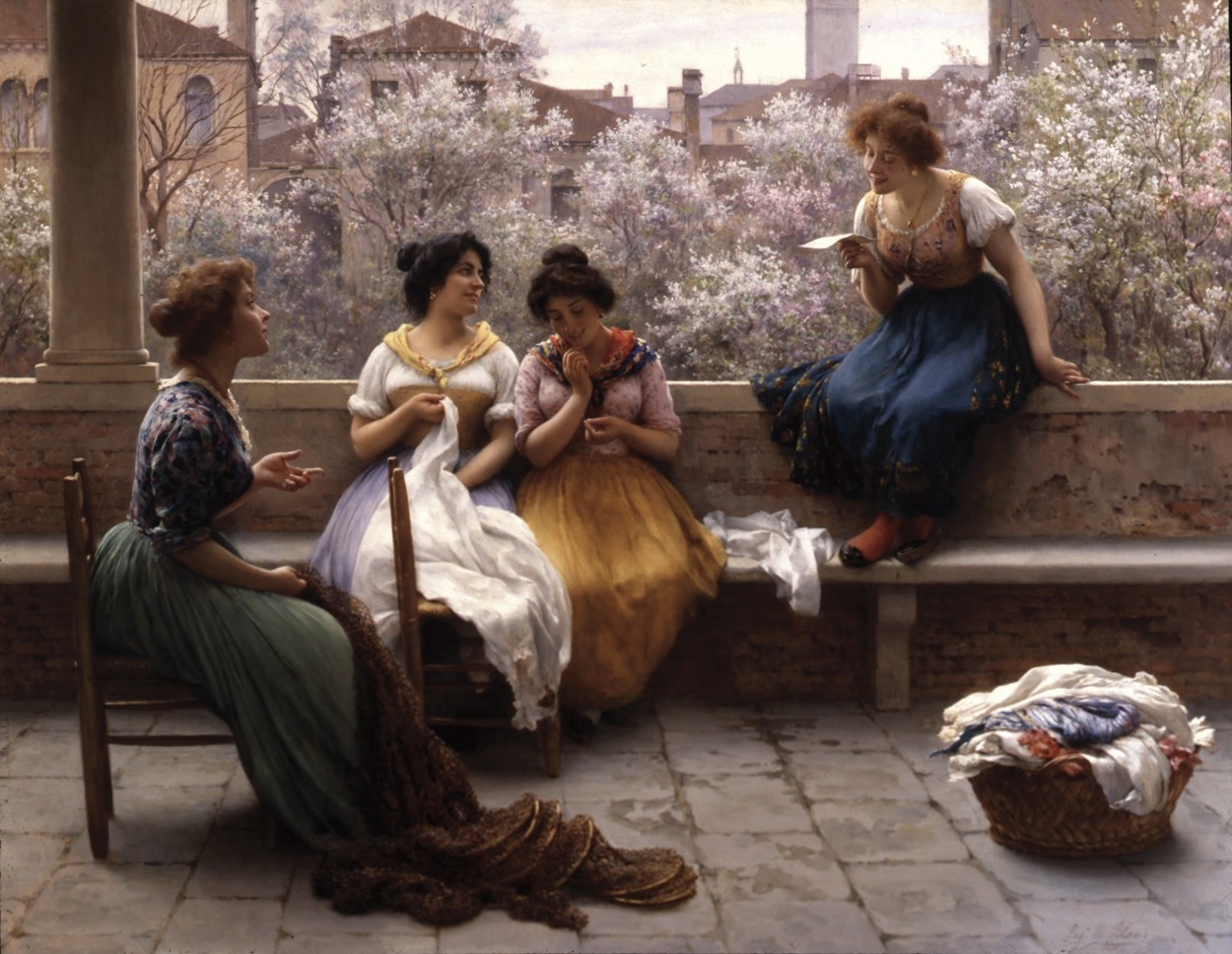
La lettera d'amore.

Espose in Italia e all'estero: a Vienna, a Londra fra il 1875 e il 1892; a Parigi, Berlino, Monaco, Bruxelles e san Pietroburgo. Dal 1884 al 1890 venne nominato Professore Onorario di Pittura all'Accademia di Venezia. Morì a Venezia nel 1931. Le sue opere sono esposte nei musei di Leicester, Melbourne, Nottingham, Sheffield, Sydney, Vienna e Trieste.

## Riferimento culturale
- Nel suo album Human Encounter (2011) Salim Ghazi Saeedi ha dedicato a Eugenio De Blaas una canzone intitolata For Eugene, Distilling the Delicacy.[1]